# Статистична вага
Статистичний вага — фізична величина, визначальна в квантової механіки і квантової статистики кількість різних квантових станів системи з однаковою енергією (синонім: кратність виродження енергетичного рівня). У статистичної фізики та термодинаміки статистичними вагою називають кількість способів (станів системи), якими може бути реалізовано даний макроскопічний стан статистичної системи. Статистичний вага зазвичай позначається символами Γ, g, w, W або Ω.
За вищенаведеним визначенням, статистичний вага є безрозмірним цілим числом, більшим або рівним одиниці, {\displaystyle w\geqslant 1}. Іноді статвагу називають термодинамічною ймовірністю, хоча необхідно зазначити, що ймовірність зазвичай визначається як дійсне число в інтервалі від 0 до 1.
При розгляді квантових систем з безперервним спектром енергії під статистичною вагою зазвичай розуміють кількість квантових станів, що припадають на певний енергетичний інтервал. У такому визначенні статвес має розмірність зворотного енергії.
У квазікласическому наближенні мірою статистичного ваги служить фазовий об'єм системи, що припадає на певний інтервал енергії. Якщо система має n ступенів свободи, то фазовий об'єм і відповідний статистичний вага виражається в одиницях hn, де h — постійна Планка.
Ентропія S системи і її статистичний вага пов'язані співвідношенням Больцмана: S = k ln w (тут k — постійна Больцмана).
Статистична вага, визначена через фазовий об'єм або кількість мікростанів, є мультиплікативної фізичною величиною: якщо система складається з двох невзаємодіючих підсистем з статвесами w1 і w2, то загальний статистичний вага системи W = w1w2.